# Les Skalopes
Les Skalopes est un groupe français de ska.

## Biographie
Né pendant l'hiver 1997, le groupe, originaire de Bures-sur-Yvette, dans l'Essonne, arpente ardemment les salles de concerts afin de faire connaître sa musique: un ska teinté de mélancolie, de résignation, d'espoir et d'ironie.
Forts des premières parties de groupes tels que Emir Kusturica and the No Smoking Orchestra, Jim Murple Memorial, Les Fils de Teuhpu, The Slackers, Inner Terrestrials, Maximum Kouette, The Toasters, Svinkels, Les Caméléons, 8°6 Crew, Skarface, The Aggrolites, les 6 musiciens continuent leur parcours et font ainsi partager leur passion au public hexagonal et bien au-delà.
D'abord formé de dix musiciens, le groupe se stabilise en 2009 autour de six musiciens qui composent actuellement le groupe.
Le groupe sort son premier album en 2005. Le split -deux fois quatre titres- partagé avec le groupe Stylnox déboule deux ans plus tard, et le dernier album (un digipak 16 titres) sort le 1er juillet 2010.
En 2015, l'album "Chasse à l'enfant" est mentionné dans un article du journal Charlie Hebdo.

## Personnel
- Chantal - chant / melodica
- Ben - guitare / chœurs
- David R - basse / chœurs
- Julie - saxophone alto
- Eric "Brutus" - saxophone tenor
- Antoine - batterie

## Discographie

### Albums
- Chasse à l'enfant (2005)
- Skalopes Vs Stylnox (2007) - split avec Stylnox
- Ya vendra mi turno (2009)

### Compilations
- Jus d'ananas (2005, AOLF)
- Vener' la vipere (2006, Trankil'A)
- Lately you suck (2005, J.E.B.)
- Triste Capitale (2002)
- Going everywhere fast (2002, craze records)
- La FM chez les rockeurs vol2 (stygmate)